# Direito societário
O direito societário é um ramo do direito que regula as relações entre as pessoas que formam uma sociedade com o objetivo de exercer uma atividade econômica. Ele trata das normas que disciplinam a constituição, organização, funcionamento, e extinção das sociedades empresárias, bem como os direitos e obrigações dos sócios. Em suma, o direito societário visa regulamentar as relações entre os membros de uma sociedade empresária, estabelecendo regras para a criação, estruturação e funcionamento dessas entidades.
Quanto à relação entre direito societário e Direito da empresa, geralmente, o direito societário é considerado uma parte do direito da empresa. O direito da empresa é um conceito mais amplo que engloba diversas áreas do direito, como o direito comercial, o direito do consumidor, o direito concorrencial, entre outros. O direito societário, por sua vez, se concentra especificamente nas normas que dizem respeito à constituição e funcionamento das sociedades empresárias.  Em relação aos termos em outros idiomas, em inglês, "direito societário" é chamado de "corporate law". Em francês, é "droit des sociétés", em espanhol, "derecho societario", e em italiano, "diritto delle società". Cada termo reflete a ideia de regulamentação jurídica das sociedades comerciais em suas respectivas línguas.